# 吸血鬼はお年ごろ
『吸血鬼はお年ごろ』（きゅうけつきはおとしごろ）は、赤川次郎による日本のライトノベル。集英社文庫コバルトシリーズ（集英社）より1981年12月から刊行されている。集英社の集英社Webマガジンコバルトに、毎週金曜更新で連載中。2009年からは集英社文庫版でリバイバル発売され、集英社文庫入りした順に電子書籍化されている。コバルト文庫刊行作品では2005年1月時点で歴代1位の売上となっており、2018年1月時点でシリーズ累計発行部数は971万部を記録している。
イラストは、1981年の『吸血鬼はお年ごろ』から2007年の『吸血鬼は殺し屋修業中』まで長尾治が担当していたが、2008年の『吸血鬼ブランドはお好き？』からはひだかなみに交代している。さらに、集英社文庫版では表紙のイラストデザインがホラグチカヨに変わっている。

## 登場人物
神代エリカ（かみしろ えりか）
本作の主人公。クロロックと前妻（日本人、故人）の間に生まれた娘。いかにもハーフと言った整った容貌。吸血鬼としての特殊能力を受継いでいるが、弱点も受け継いでいる。ただし、純血の父・クロロックよりは双方とも弱く、シリーズが進んだ現在では克服した弱点も多い。血は飲まない。
フォン・クロロック
エリカの父。トランシルヴァニア出身の正統な吸血鬼。民衆の迫害を避けて日本に来た。当初は田舎に隠れ住んでいたが、現在ではクロロック商事の雇われ社長で朝方の生活をしている。
涼子（りょうこ）
クロロックの後妻。高校時代はエリカの後輩だった。当初は儚げだったが現在ではクロロックを尻に敷いている。
虎ノ介（とらのすけ）
クロロックと涼子の間に生まれた息子で、噛み癖がある。エリカにとっては異母弟である。
大月千代子（おおつき ちよこ）
エリカの親友。細身で長身。冷静で大人っぽい性格。もう一人の友人みどりと合わせて、3人いつも一緒にいる。
橋口みどり（はしぐち みどり）
エリカの親友。かなりの食いしん坊でなかなかの体格でかつ小柄。

## 既刊一覧

### コバルト文庫（集英社オレンジ文庫）
- 赤川次郎（原作） / 長尾治（イラスト[注 2]） / ひだかなみ（イラスト[注 3]）、集英社〈集英社文庫コバルトシリーズ→コバルト文庫→集英社オレンジ文庫[注 1]〉、既刊41巻（2023年7月20日現在）
  1. 『吸血鬼はお年ごろ』1981年12月15日第1刷発行（12月10日発売[4]）、ISBN 4-08-610460-1
  2. 『吸血鬼はお年ごろ 吸血鬼株式会社』1982年8月15日第1刷発行（8月10日発売[5]）、ISBN 4-08-610507-1
  3. 『新・吸血鬼はお年ごろ 吸血鬼よ故郷を見よ』1984年2月15日第1刷発行（2月10日発売[6]）、ISBN 4-08-610637-X
  4. 『新・吸血鬼はお年ごろ 吸血鬼のための狂騒曲』1985年5月15日第1刷発行（5月10日発売[7]）、ISBN 4-08-610748-1
  5. 『吸血鬼は良き隣人』1986年5月15日第1刷発行（5月9日発売[8]）、ISBN 4-08-610838-0
  6. 『吸血鬼が祈った日』1987年11月15日第1刷発行（11月10日発売[9]）、ISBN 4-08-611099-7
  7. 『不思議の国の吸血鬼』1988年8月10日第1刷発行（8月3日発売[10]）、ISBN 4-08-611182-9
  8. 『吸血鬼は泉のごとく』1989年8月10日第1刷発行（8月3日発売[11]）、ISBN 4-08-611313-9
  9. 『吸血鬼と死の天使』1990年6月10日第1刷発行（6月1日発売[12]）、ISBN 4-08-611419-4
  10. 『湖底から来た吸血鬼』1991年3月10日第1刷発行（3月1日発売[13]）、ISBN 4-08-611509-3
  11. 『吸血鬼愛好会へようこそ』1992年6月10日第1刷発行（6月3日発売[14]）、ISBN 4-08-611643-X
  12. 『青きドナウの吸血鬼』1993年8月10日第1刷発行（8月3日発売[15]）、ISBN 4-08-611764-9
  13. 『吸血鬼と切り裂きジャック』1994年8月10日第1刷発行（8月3日発売[16]）、ISBN 4-08-611876-9
  14. 『忘れじの吸血鬼』1996年7月10日第1刷発行（7月3日発売[17]）、ISBN 4-08-614208-2
  15. 『暗黒街の吸血鬼』1997年7月10日第1刷発行（7月1日発売[18]）、ISBN 4-08-614337-2
  16. 『吸血鬼と怪猫殿』1998年7月10日第1刷発行（7月1日発売[19]）、ISBN 4-08-614473-5
  17. 『吸血鬼は世紀末に翔ぶ』1999年7月10日第1刷発行（7月1日発売[20]）、ISBN 4-08-614604-5
  18. 『吸血鬼と死の花嫁』2000年7月10日第1刷発行（6月30日発売[21]）、ISBN 4-08-614733-5
  19. 『吸血鬼はお見合日和』2001年7月10日第1刷発行（7月3日発売[22]）、ISBN 4-08-614874-9
  20. 『吸血鬼と栄光の椅子』2002年7月10日第1刷発行（7月1日発売[23]）、ISBN 4-08-600130-6
  21. 『吸血鬼と生きている肖像画』2003年7月10日第1刷発行（7月1日発売[24]）、ISBN 4-08-600283-3
  22. 『私の彼氏は吸血鬼』2004年7月10日第1刷発行（7月1日発売[25]）、ISBN 4-08-600441-0
  23. 『ミス・吸血鬼に幸いあれ』2005年7月10日第1刷発行（7月1日発売[26]）、ISBN 4-08-600611-1
  24. 『吸血鬼はレジスタンス闘士』2006年7月10日第1刷発行（6月30日発売[27]）、ISBN 4-08-600786-X
  25. 『吸血鬼は殺し屋修業中』2007年7月10日第1刷発行、ISBN 978-4-08-601035-1
  26. 『吸血鬼ブランドはお好き？』2008年8月10日第1刷発行、ISBN 978-4-08-601181-5
  27. 『吸血鬼ドックへご案内』2009年7月10日第1刷発行（7月1日発売[28]）、ISBN 978-4-08-601306-2
  28. 『吸血鬼と呪いの古城』2010年7月10日第1刷発行（7月1日発売[29]）、ISBN 978-4-08-601423-6
  29. 『吸血鬼心中物語』2011年7月10日第1刷発行（7月1日発売[30]）、ISBN 978-4-08-601536-3
  30. 『ドラキュラ記念吸血鬼フェスティバル』2012年7月10日第1刷発行（6月30日発売[31]）、ISBN 978-4-08-601647-6
  31. 『吸血鬼は炎を超えて』2013年7月10日第1刷発行（6月29日発売[32]）、ISBN 978-4-08-601735-0
  32. 『路地裏の吸血鬼』2014年7月10日第1刷発行（7月1日発売[33]）、ISBN 978-4-08-601814-2
  33. 『天使と歌う吸血鬼』2015年6月30日第1刷発行（6月25日発売[34]）、ISBN 978-4-08-680023-5
  34. 『吸血鬼は初恋の味』2016年6月28日第1刷発行（6月23日発売[35]）、ISBN 978-4-08-680085-3
  35. 『吸血鬼の誕生祝』2017年7月25日第1刷発行（7月20日発売[36]）、ISBN 978-4-08-680139-3
  36. 『吸血鬼と伝説の名舞台』2018年7月25日第1刷発行（7月20日発売[37]）、ISBN 978-4-08-680200-0
  37. 『吸血鬼に鐘は鳴る』2019年7月24日第1刷発行（7月19日発売[38]）、ISBN 978-4-08-680261-1
  38. 『吸血鬼と呪いの森』2020年7月22日第1刷発行（7月17日発売[39]）、ISBN 978-4-08-680329-8
  39. 『合唱組曲・吸血鬼のうた』2021年7月20日第1刷発行（7月15日発売[40]）、ISBN 978-4-08-680396-0
  40. 『吸血鬼と猛獣使い』2022年7月25日第1刷発行（7月20日発売[41]）、ISBN 978-4-08-680455-4
  41. 『白鳥城の吸血鬼』2023年7月25日第1刷発行（7月20日発売[42]）、ISBN 978-4-08-680510-0
  42. 『吸血鬼に猫パンチ！』2024年7月18日発売[43]、ISBN 978-4-08-680566-7

### 集英社文庫
- 赤川次郎（原作） / ホラグチカヨ（イラスト）、集英社〈集英社文庫〉、既刊32巻（2025年2月20日現在）
  1. 『吸血鬼はお年ごろ』2009年12月20日第1刷発行（12月16日発売[44]）、ISBN 978-4-08-746523-5
  2. 『吸血鬼株式会社』2009年12月20日第1刷発行（12月16日発売[45]）、ISBN 978-4-08-746524-2
  3. 『吸血鬼よ故郷を見よ』2010年7月25日第1刷発行（7月16日発売[46]）、ISBN 978-4-08-746589-1
  4. 『吸血鬼のための狂騒曲』2011年1月25日第1刷発行（1月20日発売[47]）、ISBN 978-4-08-746652-2
  5. 『吸血鬼は良き隣人』2011年7月25日第1刷発行（7月20日発売[48]）、ISBN 978-4-08-746716-1
  6. 『吸血鬼が祈った日』2012年1月25日第1刷発行（1月20日発売[49]）、ISBN 978-4-08-746785-7
  7. 『不思議の国の吸血鬼』2012年7月25日第1刷発行（7月20日発売[50]）、ISBN 978-4-08-746853-3
  8. 『吸血鬼は泉のごとく』2013年1月25日第1刷発行（1月18日発売[51]）、ISBN 978-4-08-745024-8
  9. 『吸血鬼と死の天使』2013年7月25日第1刷発行（7月19日発売[52]）、ISBN 978-4-08-745093-4
  10. 『湖底から来た吸血鬼』2014年2月25日第1刷発行（2月20日発売[53]）、ISBN 978-4-08-745159-7
  11. 『吸血鬼愛好会へようこそ』2014年6月30日第1刷（6月25日発売[54]）、ISBN 978-4-08-745201-3
  12. 『青きドナウの吸血鬼』2015年2月25日第1刷発行（2月20日発売[55]）、ISBN 978-4-08-745289-1
  13. 『吸血鬼と切り裂きジャック』2015年6月30日第1刷発行（6月25日発売[56]）、ISBN 978-4-08-745334-8
  14. 『忘れじの吸血鬼』2016年2月25日第1刷発行（2月19日発売[57]）、ISBN 978-4-08-745413-0
  15. 『暗黒街の吸血鬼』2016年6月30日第1刷発行（6月23日発売[58]）、ISBN 978-4-08-745459-8
  16. 『吸血鬼と怪猫殿』2017年2月17日発売[59]、ISBN 978-4-08-745542-7
  17. 『吸血鬼は世紀末に翔ぶ』2017年6月30日第1刷発行（6月22日発売[60]）、ISBN 978-4-08-745605-9
  18. 『吸血鬼と死の花嫁』2018年2月25日第1刷発行（2月20日発売[61]）、ISBN 978-4-08-745709-4
  19. 『吸血鬼はお見合日和』2018年6月30日第1刷発行（6月21日発売[62]）、ISBN 978-4-08-745762-9
  20. 『吸血鬼と栄光の椅子』2019年2月25日第1刷発行（2月20日発売[63]）、ISBN 978-4-08-745842-8
  21. 『吸血鬼と生きている肖像画』2019年6月30日第1刷発行（6月21日発売[64]）、ISBN 978-4-08-745897-8
  22. 『私の彼氏は吸血鬼』2020年2月25日第1刷発行（2月20日発売[65]）、ISBN 978-4-08-744080-5
  23. 『ミス・吸血鬼に幸いあれ』2020年6月25日第1刷発行（6月19日発売[66]）、ISBN 978-4-08-744130-7
  24. 『吸血鬼はレジスタンス闘士』2021年2月25日第1刷発行（2月19日発売[67]）、ISBN 978-4-08-744209-0
  25. 『吸血鬼は殺し屋修業中』2021年6月18日発売[68]、ISBN 978-4-08-744265-6
  26. 『吸血鬼ブランドはお好き？』2022年2月18日発売[69]、ISBN 978-4-08-744353-0
  27. 『吸血鬼ドックへご案内』2022年6月17日発売[70]、ISBN 978-4-08-744402-5
  28. 『吸血鬼と呪いの古城』2023年2月17日発売[71]、ISBN 978-4-08-744493-3
  29. 『吸血鬼心中物語』2023年6月20日発売[72]、ISBN 978-4-08-744539-8
  30. 『ドラキュラ記念吸血鬼フェスティバル』2024年2月20日発売[73]、ISBN 978-4-08-744624-1
  31. 『吸血鬼は炎を超えて』2024年10月18日発売[74]、ISBN 978-4-08-744711-8
  32. 『路地裏の吸血鬼』2025年2月20日発売[75]、ISBN 978-4-08-744746-0

### 愛蔵版
- 赤川次郎 『吸血鬼はお年ごろ』 集英社、1996年11月30日第1刷発行（11月26日発売[76]）、ISBN 4-08-609047-3

## メディア・ミックス

### テレビドラマ
- 吸血鬼はお年ごろ〜永すぎた春。（1985年9月2日、 フジテレビ系「月曜ドラマランド」においてドラマ化された。「赤川次郎の吸血鬼はお年頃」とのタイトル表記も存在している。原作：永すぎた冬『吸血鬼はお年ごろ』所収。）

出演早見優（エリカ）・岡田真澄（クロロック）

### アルバム
- 吸血鬼はお年ごろ（1985年、日本コロムビア。LPレコード1枚組。NECのパソコンPC-8801mkIISRを音源としてレコーディングに用いている）

### カセットブック
- 吸血鬼よ故郷を見よ（1988年3月29日発売、集英社カセット。カセットテープ1つ）